# Červená Lhota
Červená Lhota (deutsch Rotlhota, älter auch Roth Oelhütten) ist eine Gemeinde in Tschechien. Sie liegt 20 Kilometer südöstlich des Stadtzentrums von Jihlava und gehört zum Okres Třebíč.

## Geographie
Červená Lhota befindet sich in der Talmulde des Leštinský potok im südlichen Teil der Böhmisch-Mährischen Höhe. Östlich erhebt sich der Čechtínský kopec (661 m), im Südosten der Zubrca (612 m). Im Westen liegt das Tal der Jihlava.
Nachbarorte sind Kouty im Norden, Čechtín und Kukla im Nordosten, Věstoňovice im Osten, Vartemberk und Okřešice im Südosten, Račerovice und Číhalín im Süden, Přibyslavice und Hynkov im Südwesten, Číchov im Westen sowie Bransouze, Leština und Chlum im Nordwesten.

## Geschichte
Die erste urkundliche Erwähnung von Červená Lhota erfolgte im Jahre 1436. Das mährische Dorf war eine der zahlreichen nach dem Lhotensystem gegründeten Ortschaften, deren Siedler für einen bestimmten Zeitraum von den Abgaben und Diensten an die Obrigkeiten befreit waren.
Seit dem Jahre 1850 gehört Červená Lhota zum Bezirk Trebitsch (Okres Třebíč).
Červená Lhota ist katholischer Pfarrort für die Dörfer Budíkovice, Čechtín, Číhalín und Okřešice.

## Gemeindegliederung
Für die Gemeinde Červená Lhota sind keine Ortsteile ausgewiesen.

## Sehenswürdigkeiten
- Pfarrkirche St. Laurentius